# オリヴァー・ノーウッド
オリヴァー・ジェームズ・ノーウッド（Oliver James Norwood、1991年4月12日 - ）は、イングランド・バーンリー出身のプロサッカー選手。北アイルランド代表。シェフィールド・ユナイテッドFC所属。ポジションは、ミッドフィールダー。

## クラブ経歴

### マンチェスター・ユナイテッド
7歳でマンチェスター・ユナイテッドFCの下部組織に入団。2005–06シーズンから2006–07シーズンにかけてU-18チームで8試合に出場した。2007年11月にリザーブチームに昇格。2009年7月、プロ契約を締結。
2009–10シーズンのUEFAチャンピオンズリーググループステージ・VfLヴォルフスブルク戦で初めてトップチームに招集された。しかし、試合当日発表のメンバー18人には入れなかった。
その後は下位リーグのクラブへのレンタルを繰り返した。

### ハダースフィールド
2011–12シーズン終了後、マンチェスター・ユナイテッドとの契約延長を拒否。2012年6月、バーンズリーFCとハダースフィールド・タウンFCがオファーを出したと報じられた。ノーウッドはバーンズリーのオファーを断り、ハダースフィールドと3年契約を結んだ。8月17日のカーディフ・シティFC戦で移籍後初出場。9月19日のシェフィールド・ウェンズデイFC戦で移籍後初ゴール。

## 代表歴

### イングランド
ノーウッド自身はイングランド生まれだが、北アイルランドの血を引くため両方の代表を選ぶ権利を有していた。2007年9月、イングランド代表の一員としてUEFA U-17欧州選手権2008一次予選に参加、マルタ戦、エストニア戦、ポルトガル戦に出場した。ポルトガル戦がイングランド代表として出場した最後の試合になった。

### 北アイルランド
2009年5月6日に開催されたスコットランドB代表との試合で初めて北アイルランド代表として出場した。
2010年8月11日のモンテネグロ代表戦で初キャップ。UEFA EURO 2012予選・イタリア代表戦で初スタメン。

## タイトル
個人
- PFAチャンピオンシップ年間ベストイレブン : 2018-19